# The Bottle Rockets
The Bottle Rockets waren eine US-amerikanische Country-Rock-Band. Sie wurde 1992 von Brian Henneman, Tom Parr, Tom Ray und Mark Ortmann gegründet.

## Geschichte

### Anfänge
Das gleichnamige Debüt-Album der Bottle Rockets wurde 1993 veröffentlicht.
Das zweite Album The Brooklyn Side erschien 1994. Es wurde von Eric ‚Roscoe' Ambel produziert. Zu den bekanntesten Stücken zählen das akustische Welfare Music und 1000 Dollar Car. Als Single wurde der Track Radar Gun ausgekoppelt, der 1995 Platz 27 der "Mainstream Rock Tracks"-Charts des Billboard Magazine belegte. Die Band ging mit dem Album auf Tour und trat unter anderem auch in der  Late Night Show von Conan O’Brien im landesweiten US-Fernsehen auf.
1996 nahm Atlantic Records die Band unter Vertrag und veröffentlichte 1997 das erneut von Ambel produzierte, dritte Album der Band 24 Hours a Day. Da das Label so gut wie keine Werbung für die Platte machte, blieb der große Erfolg aus.
Nachdem Atlantic Records den Vertrag mit den Bottle Rockets wieder aufgelöst hatte, erschien 1998 beim Label Doolittle Records die acht Tracks umfassende EP Leftovers, mit Songs wie Get Down River und If Walls Could Talk sowie unveröffentlichtem Material aus den "Atlantic-Sessions". Amble fungierte erneut als Produzent und unterstützte die Band zusätzlich an der Gitarre.
Da Tom Ray die Band Ende 1997 verlassen hatte, wurde das nächste Album Brand New Year mit dem neuen Bassisten Robert Kearns (ex-Cry Of Love) eingespielt. Die CD wurde in Deutschland von Blue Rose Records veröffentlicht.

### 2000 bis 2021
2001 unterschrieben die Bottle Rockets einen Plattenvertrag beim Alternative-Country-Label Bloodshot Records. Als erstes Album für das neue Label spielte die Band als Anerkennung an den 1999 verstorbenen Singer-Songwriter Doug Sahm vom Sir Douglas Quintet das Tributealbum Songs of Sahm ein.
Im Sommer 2003 wurde bekannt, dass Tom Parr die Band verlassen hat. In Trio-Besetzung - Henneman, Ortmann und Kearns – spielten die Bottle Rockets ihr 7. Studio-Album Blue Sky ein, das von Warren Haynes (Allman Brothers Band, Gov't Mule) gemeinsam mit Michael Barbiero (John Lennon, Metallica) in den Water Music Studios in Hoboken, New Jersey produziert und von Sanctuary Records im November 2003 veröffentlicht wurde. Musikalische Unterstützung bekamen die Bottle Rockets im Studio dabei von Mark Spencer (Blood Oranges, Jay Farrar) an der Gitarre und Danny Louis (Gov't Mule) am Keyboard. Am Songwriting beteiligte sich außerdem Scott Taylor.
Im März 2005 verließ Bassist Kearns die Band und wurde durch Keith Voegele ersetzt. Ebenfalls stieß der Gitarrist John Horton zur Band.
Mit dem in Deutschland produzierten Live in Heilbronn / Germany July 17, 2005 stellten die Bottle Rockets 2006 ihr erstes Live-Album vor. Das Konzert wurde an Hennemans 44. Geburtstag im Bürgerhaus Böckingen im Heilbronner Stadtteil Böckingen mitgeschnitten.
Nach dem Ausscheiden Hennemanns gab die Band im März 2021 ihre Auflösung bekannt.

## Diskografie

### Alben
- 1993: The Bottle Rockets
- 1994: The Brooklyn Side
- 1997: 24 Hours a Day
- 1998: Leftovers
- 1999: Brand New Year
- 2002: Songs of Sahm
- 2003: Blue Sky
- 2006: Live in Heilbronn / Germany
- 2006: Zoysia
- 2009: Lean Forward
- 2011: Not So Loud
- 2013: Deluxe Edition: Bottle Rockets / The Brooklyn Side
- 2015: South Broadway Athletic Club
- 2018: Bit Logic

### Singles
- 1994: Radar Gun / Always on the Outside (Jim Lauderdale)
- 1995: I'll Be Comin' Around
- 1996: 1000 Dollar Car / I'll Be Comin' Around (Acoustic)
- 1997: Kit Kat Clock / Slo Toms
- 1999: Nancy Sinatra
- 2005: Live in Heilbronn (4 Track EP)
- 2009: The Long Way / Slo Toms